# Melaloncha ancistra
Melaloncha ancistra är en tvåvingeart som beskrevs av Gonzalez och Brown 2004. Melaloncha ancistra ingår i släktet Melaloncha och familjen puckelflugor.
Artens utbredningsområde är Colombia. Inga underarter finns listade i Catalogue of Life.